# Меньков, Михаил Иванович
Михаи́л Ива́нович Менько́в (15 сентября 1885, Вильно, Российская империя — 1926, Ялта, СССР) — российский художник, фотограф. Деятель русского авангарда, ближайший помощник Казимира Малевича периода общества «Супремус».

## Биография
Михаил Меньков родился 15 сентября 1885 года в Вильно. Окончил Двинское реальное училище.
В 1907 году впервые держал экзамены в Московское училище живописи, ваяния и зодчества (МУЖВЗ), но поступить не смог. Только спустя пять лет, в 1912 году, поступил на скульптурное отделение МУЖВЗ и затем исходатайствовал перевод на архитектурное отделение.
Осенью 1914 года Меньков ушёл из художественного училища и уехал к семье в город Острог Волынской губернии. В 1915 году в связи с мобилизацией в условиях идущей Первой мировой войны был принят в военное училище.
Начиная с 1915 года, принимал участие почти во всех проектах Казимира Малевича и был его своеобразной «тенью». Надежда Удальцова, соратница обоих по обществу Супремус, Менькова презирала и считала «полной бездарью». Подражание Малевичу сказалось не только на живописи Менькова, но и на декларативных заявлениях.
Известно две декларации Менькова. Первая была опубликована листовкой, распространяемой на выставке «0,10»:
Всякое искусство ценно своим творчеством, повторять видимое недостаток искусства.
Краска должна жить и говорить за себя. До сих пор чистой живописи не было, была копировка натуры и мысли.
Вторая декларация была опубликована в каталоге Х Государственной выставки «Беспредметное творчество и супрематизм». После смерти Ольги Розановой Меньков вслед за Малевичем выступил последователем цветописи:
Не нужно смотреть на картину с заранее поставленной себе целью получить от неё определённое впечатление. Красочная поверхность её даст вам зрительное ощущение, которое на первый взгляд едва уловимо. Большего требовать нельзя.
Когда же вы изощрите вкус свой к красочной поверхности, тогда наслаждение ею станет для вас более определённым.
От Михаила Менькова осталось очень небольшое количество картин. Столь малая продуктивность могла быть связана с его работой фотографом, которая, скорее всего, была для него не искусством, а ремеслом, зарабатыванием на жизнь.
В футурдраме Алексея Кручёных «Глы-Глы» Меньков был выведен в качестве персонажа под настоящим именем и разговаривал заумными стихами Кручёных. Иллюстратор книги Кручёных, Варвара Степанова, смогла отразить в эпизоде с Меньковым характер его беспредметности.
После Октябрьской революции Михаил Меньков вошёл в Художественно-строительный подотдел Наркомпроса, возглавляемый Малевичем, и, вероятно, был неофициальным ассистентом в мастерской Малевича в Государственных свободных художественных мастерских.
Как фотограф Меньков помогал Малевичу в практических делах по изданию журнала «Супремус». Вместе со своей женой, владелицей фотографического ателье в Москве Терезой Соломоновной Левинсон, Меньков сделал снимки картин всех членов Супремуса для репродуцирования в журнале.
В 1921 году Михаил Меньков в связи с прогрессирующим туберкулёзом уехал в Ялту, откуда уже не вернулся. Умер в 1926 году.

## Участие в выставках
- 1915 — «Последняя футуристическая выставка „0,10“», Москва[5]
- 1918 — 1-я выставка картин профессионального союза художников[5]
- 1919 — 8-я государственная выставка, Москва[5]
- 1919 — 10-я государственная выставка «Беспредметное творчество и супрематизм», Москва[5]
- 1919 — 3-я выставка картин, Рязань[5]

## Галерея

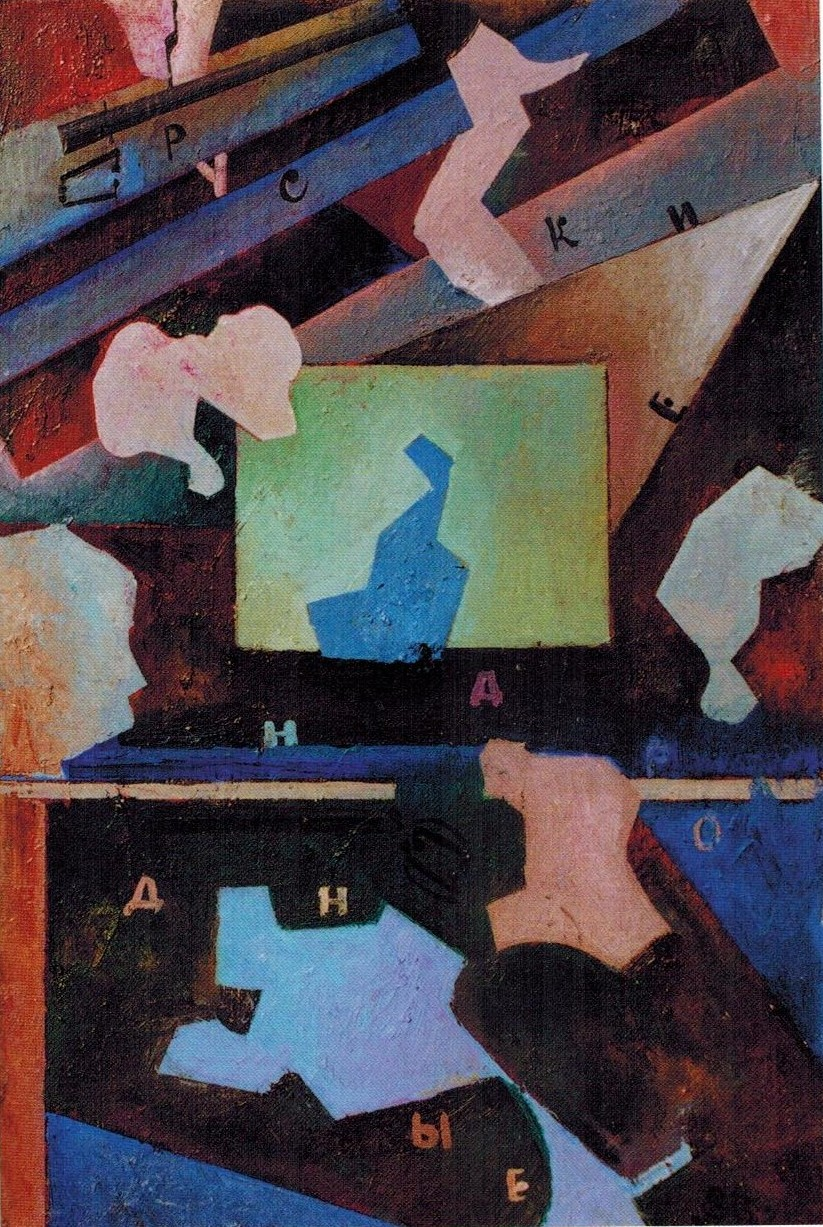
«Русские народные…» Середина 1910-х. Х., м. Галерея «Универсал Арт», Москва
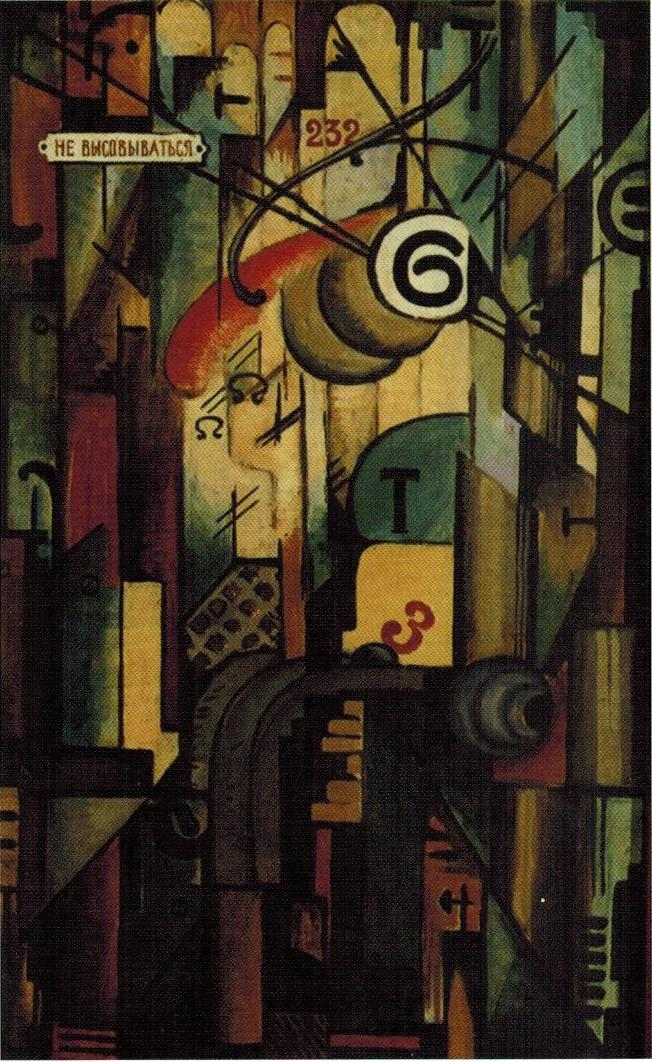
Кубизм (Трамвай № 6). 1914. Х., м. Самарский художественный музей
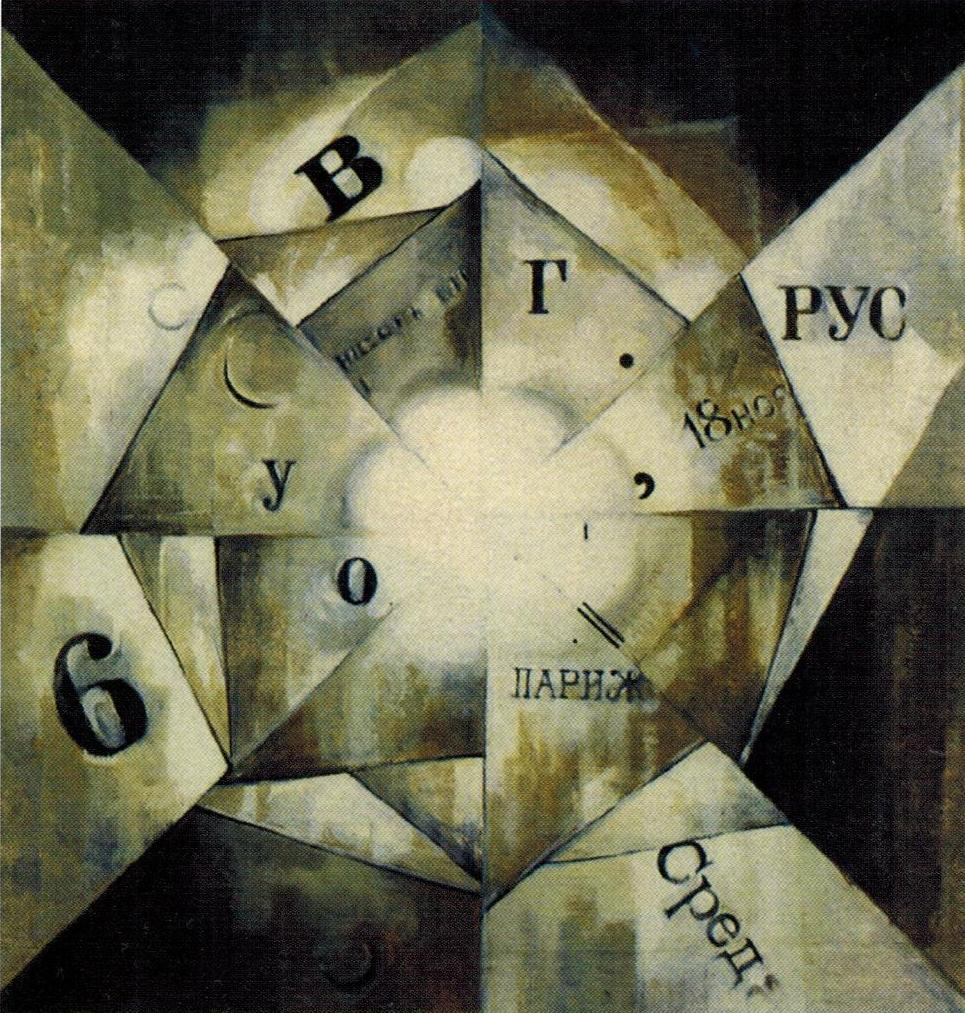
Газета. 1915. Х., м. Ульяновский областной художественный музей
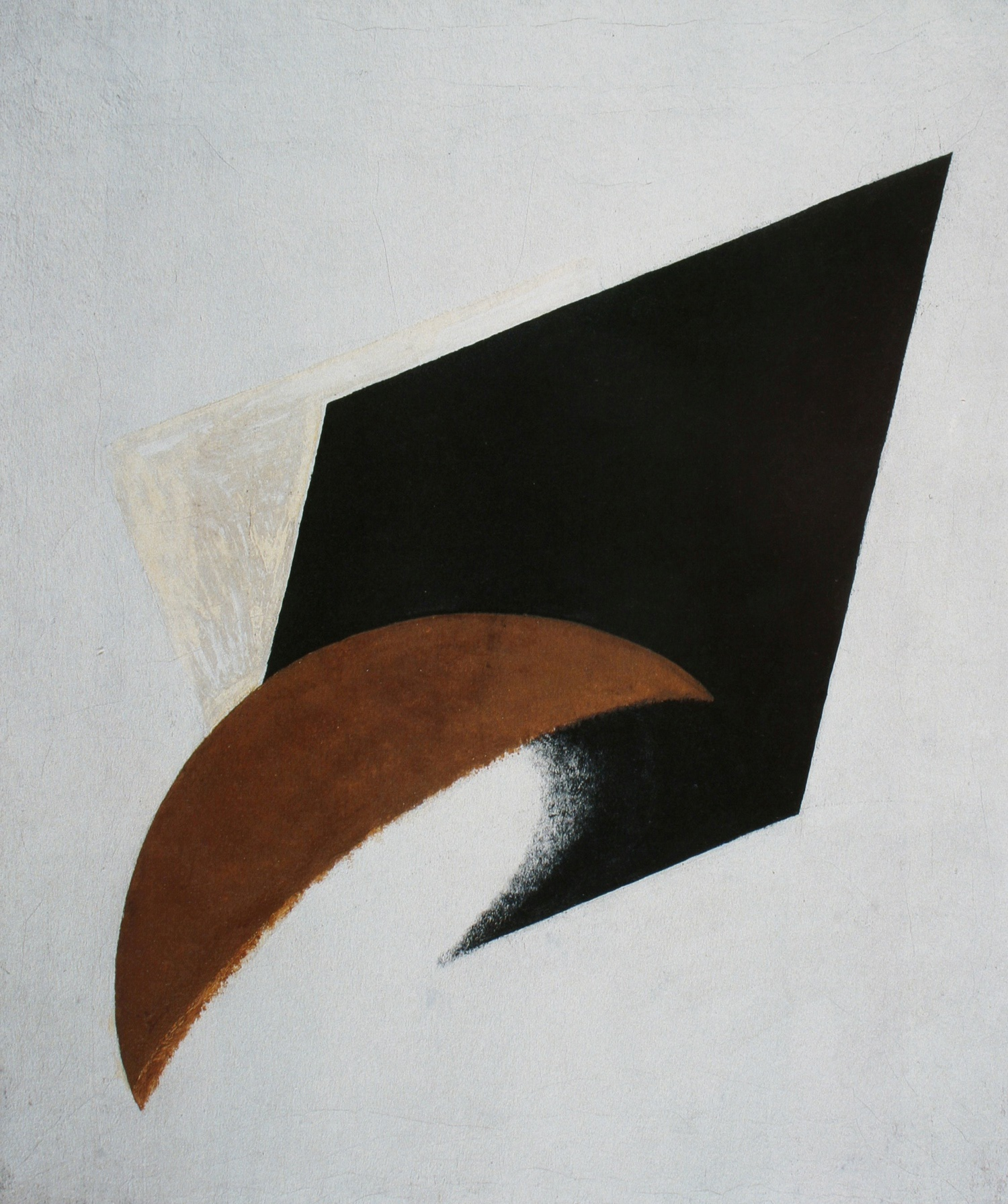
Беспредметное. 1919. Х., м. Краснодарский краевой художественный музей имени Ф. А. Коваленко

## Местонахождение произведений
- Самарский художественный музей[5]
- Музей современного изобразительного искусства имени А. А. Пластова (Ульяновск)[5]
- Краснодарский краевой художественный музей имени Ф. А. Коваленко[5]